# Burlington Stores
Burlington eller Burlington Stores er en amerikansk national off-price stormagasinkæde med 1000 varehuse i USA. De har hovedkvarter i Burlington Township, New Jersey. Burlington er den tredjestørste off-price retailer efter TJX Companies og Ross Stores.